# Sternidius wiltii
Sternidius wiltii är en skalbaggsart som först beskrevs av Horn 1880.  Sternidius wiltii ingår i släktet Sternidius och familjen långhorningar. Inga underarter finns listade i Catalogue of Life.